# 東京都交通局H型電力動車組
東京都交通局H型電力動車組（日语：／ Tōkyōto kōtsūkyoku H-gata densha */?）為東京都交通局上野懸垂線的一款悬挂式单轨列车，现在已经退出运营。

## 慨要
H型于1957年由日本车辆制造负责制造，共2辆，为铝合金车体。于1957年12月17日开始投入使用于上野懸垂線，这是在日本的第一款懸掛式單軌车辆，列车的外涂装为青色饰带。不过最终因车体老化，列车在1966年11月30日停用，现在保存在日本车辆制造丰川工场内。